# David Cyrus
David Cyrus (ur. 8 marca 1989) – piłkarz grenadyjski grający na pozycji obrońcy. Od 2010 roku jest zawodnikiem klubu Bradford Park Avenue.

## Kariera klubowa
Karierę piłkarską Cyrus rozpoczął w angielskim amatorskim klubie Bradford Park Avenue. Grał w nim w 2009 roku, a w 2010 przeszedł do Ossett Town. W 2010 roku wrócił do Bradford Park Avenue.

## Kariera reprezentacyjna
W reprezentacji Grenady Cyrus zadebiutował 26 listopada 2010 roku w zremisowanym 1:1 meczu Pucharu Karaibów 2010 z Martyniką. W 2011 roku został powołany do kadry na Złoty Puchar CONCACAF 2011.